# Frederik Fetterlein
Frederik Fetterlein (født 11. juli 1970 i Rungsted) er en tidligere professionel dansk tennisspiller, der blev professionel i 1989.

## Tenniskarrieren
Fetterlein var en overgang at finde på tennistouren ATP. Fetterleins fokus blev rettet væk fra tenniskarrieren og mod nattelivet. Efter at have spillet små turneringer i en årrække lykkedes det danskeren at slå igennem med en række turneringssejre på challenger-niveau, og med en indsats i Davis Cup – blandt andet da Danmark bragte sig foran 2-0 mod Sverige i Brøndby Hallen, og Fetterlein slog den tidligere etter i verden Stefan Edberg.
Fetterlein kunne måske have været noteret for en ATP-turneringssejr, hvis han ikke havde vrikket om på foden i slutningen af 2. runde-sejren over Luiz Mattar i Copenhagen Open 1995. Han blev tapet op til kvartfinalen mod tyske Martin Sinner dagen efter, men var svækket, og tyskeren vandt 7-5/7-5 og i øvrigt hele turneringen det år. Det er naturligvis rent gætværk. Det ændrer ikke på det faktum, at Frederik Fetterlein aldrig har vundet en ATP-turnering.
Fetterlein overtog rollen som Danmarks bedste tennisspiller efter Michael Tauson, men der gik dog ikke lang tid, inden Kenneth Carlsen fik sit gennembrud og overtog denne rolle.
I 1995 kom Fetterlein for første gang i top-100 på ATP's verdensrangliste, og han overhalede kortvarigt Kenneth Carlsen. Det var første gang, Danmark havde to spillere i Top-100. Fetterleins bedste placering var nummer 75, hvilket han opnåede 23. oktober 1995.

## Erhvervskarrieren
Efter tenniskarrieren har Frederik Fetterlein profileret sig som husmodel for Karel van Mander og en fladskærmsforhandler i Danmark.
Frederik Fetterlein har siden sin tenniskarriere ernæret sig som ejendomsmægler i London og Monaco. Fejlslagne ejendomsinvesteringer har betydet, at hele hans formue på 20 millioner kr. i dag er tabt, og han har siden kæmpet med kreditorer, heriblandt en meget medieomtalt sag om manglende betaling for to Rolex-ure til en fransk urforhandler og SAC Leasing for manglende betaling af to biler af mærket Porsche. Han erklærede personlig konkurs i efteråret 2010.
Frederik Fetterlein offentliggjorde i 2010 en kontrakt med Dolce & Gabbana på modelopgaver til deres april 2011-kollektion til en værdi af over 10 millioner kr.

## Privatliv
Frederik Fetterlein er p.t. bosat på Amager. Tidligere har Frederik Fetterlein dannet par med topmodellen Tereza Maxová, som han fik en søn med. Endvidere dannede han par med den tidligere S.O.A.P.-forsangerinde Saseline Sørensen, som han også fik en søn med.

## Reality-tv
Frederik Fetterlein har medvirket i Luksusfælden, hvor han fik hjælp og rådgivning pga. sin store gæld i forbindelse med sin personlige konkurs i 2010. Han deltog derudover i realityprogrammet 6 På Date i august 2012. Frederik Fetterlein har desuden medvirket i Fetter, Zulu Djævleræs, Fristet, Tæsk en Kendt og Min Fede Træner. Fetterlein var også med i realityprogrammet Divaer i Junglen, som han deltog i, i sæson 2 (2013) og 4 (2019). I Divaer i Junglen viste han store styrker indenfor matematik og fysik. Frederik nåede til finalen men måtte se sig slået af Philip May, der vandt realityprogrammet i 2019.[kilde mangler]